# 交響曲第1番 (ホヴァネス)
交響曲第1番『追放』作品17-2（Symphony No.1 "Exile Symphony"）は、アラン・ホヴァネスが作曲した、世俗と宗教を融合した宗教的な交響曲。ホヴァネスは、この曲以前にもシベリウスの影響を受けた交響曲を含む作品を多数書き上げていたが、1942年にレナード・バーンスタインやアーロン・コープランドから批判を受けてそのほとんどを破棄してしまったため、この作品が出版された最初の交響曲となった。

## 概要
1936年に、オスマン帝国によるアルメニア人虐殺に着想を得て作曲された。
トルコ人によるアルメニアの問題は、しばしばホヴァネスの作品に散見される。バッハとヘンデルと同じような、弦によるフーガの賛歌が取り入れられている。曲は後の作品と同様に、中国、日本、インドといった東洋や、イングランドとアメリカに影響を受けている。
初演は1939年5月26日、BBC交響楽団指揮レスリー・ハワードにより全2楽章（現在の第1・3楽章）として演奏された。その後1970年に第2楽章を新たに作曲し、全3楽章の曲として完成した。初版の初演の際、レオポルド・ストコフスキーはこの交響曲の終楽章に衝撃を受け、彼に交響曲第2番の作曲を依頼している。
ルートヴィヒ・ヴァン・ベートーヴェンの交響曲第1番と交響曲第2番はベートーヴェンが19歳の時に作曲されたが、同じ年齢にホヴァネスは交響曲第10番、8番、9番、5番、13番、54番を作曲した。しかしこれらは後になってから出版された。

## 楽器編成
フルート2、オーボエ2、クラリネット2、ファゴット2、ホルン4、トランペット3、トロンボーン3、チューバ、ドラム、ハープ、弦五部

## 構成
1. Andante espressivo
2. Grazioso
3. Finale: Andante; presto .

古典的な4楽章によっているが、後半2楽章は緩と急が連結されている。第1楽章はフルート、オーボエ、クラリネット、ファゴットを含む大規模な木管楽器の独奏による。弦はピッキングを行いながら伴奏に回っている。第2楽章はハープと弦、第3楽章はフーガによる。